# Johann Palitzsch

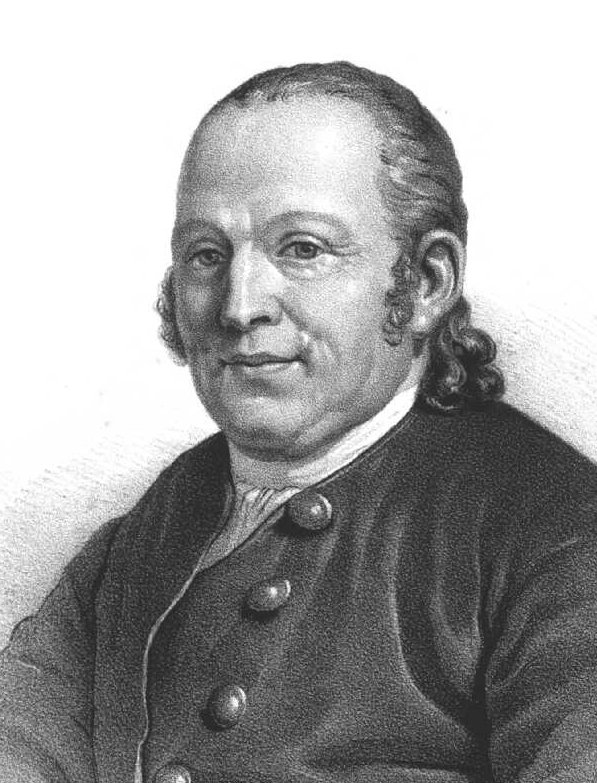
Johann Georg Palitzsch

Johann Georg Palitzsch (Prohlis bij Dresden, 11 juni 1723 – aldaar, 21 februari 1788) was een Duits boer en autodidact amateur-astronoom, die op Kerstmis 1758 als eerste de door Edmond Halley in 1705 voorspelde terugkeer van de komeet van Halley waarnam.

## Jeugd op de boerderij
Zijn strenge stiefvader leidde Palitzsch op als boer. Hij kocht of leende boeken en studeerde op zichzelf latijn en sterrenkunde, onder meer uit Vorhof der Sternwissenschaft door Christian Pescheck.
Hij bezocht ook het Mathematisch-Physikalischer Salon, waar hij regelmatig weerkundige waarnemingen voorstelde. 

## Eigen tuin, bibliotheek, laboratorium en museum
Toen hij 21 was, overleed zijn stiefvader en erfde hij de boerderij. Hij richtte er zijn eigen plantkundige tuin, bibliotheek, laboratorium en museum in. Hij ontving giften van weldoeners, waaronder de latere koning Frederik August I van Saksen. De Zevenjarige oorlogen tussen Pruisen en Oostenrijk onderbraken zijn werkzaamheden.
Tijdens de Venusovergang van 1761 ontdekte hij, dat Venus een atmosfeer bezit.
Hij voerde tijdens een hongersnood de aardappelteelt in en in 1775 de bliksemafleider in rond Dresden in het dal van de Elbe. In 1770 werd Palitzsch vanwege zijn kennis over landbouw opgenomen in de Leipziger Ökonomische Sozietät.
In 1783 werden zijn waarnemingen over de helderheidsschommelingen van de ster Algol dankzij Hans Moritz von Brühl gepubliceerd in de Philosophical Transactions. 
Palitzsch was ook bevriend met Moses Mendelssohn.

## Nalatenschap
Bij zijn dood liet hij een bibliotheek met 3518 boeken na, waaronder handgeschreven kopieën door hemzelf.
Op de maan  zijn een krater en een vallei naar hem genoemd en ook  planetoïde 11970 Palitzsch is naar hem genoemd.